# Parad för fanan
Parad för fanan är en militär ceremoni som innebär att rikets flagga (Sveriges örlogsflagga) eller regementets fana eller standar bärs framför förbandet. Förbandet hälsar under tiden fanan med honnör, enskild ställning eller skyldra gevär. Detta är en gammal ceremoni, vars grund är att man förevisade förbandets fälttecken, så att soldaterna skulle känna igen det.
Under parad för fanan bär fanbäraren fanan tio steg framåt i Stechschritt, gör sedan helt om och marscherar tillbaka. Under tiden spelas en paradmarsch. Parad för fanan är en viktig beståndsdel vid högvaktsavlösningen vid Stockholms slott.